# خنفساء
الخنافس (بالإنجليزية: Beetles) أو غمديات الأجنحة أو غمدية الأجنحة (الاسم العلمي: Coleoptera) من اليونانية (κολεός = koleos = غمد) + (πτερόν = pteron = جناح). هي رتبة من الحشرات تتبع طبقة داخليات الأجنحة من صنف الجناحيات. أنواعها المعرفة، كثيرة جدا، تصل 400000، إذ أن 40% من الحشرات المعرفة، هي خنافس، وبعبارة أخرى، هي أكثر الأنواع التي تم وصفها وتعريفها، في مملكة الحيوان بنسبة تقارب 30% من أشكال الحياة المعرفة ، إذ تقدر الأنواع المعرفة، وغير المعرفة، بأعداد، تتراوح بين 5-8 ملايين نوع.
وحتى اليوم، لا زالت تكتشف وتعرف أنواع جديدة من حين لآخر، هذا فضلا عن الأنواع التي وجدت من المستحاثات المتحجرة. تعيش الخنافس في معظم البيئات، من الحقول، إلى الغابات والصحاري، وحتى داخل أكياس القمح والأرز المخزنة، لكن الملاحظ أنه لم يسجل لها تواجد في المناطق القطبية، أو البحر. تتغذى الخنافس على النباتات والفطريات واللافقاريات وقضم الأشجار الحية والميتة من الداخل. كذلك بعض أنواعها مفترسة، تتغذى على التهام بعض الهوام، وعلى صغار الطيور والثدييات وبعض الأنواع تعد آفة منزلية وزراعية تقضم الأثاث من الداخل وتهلك الزرع والمحصول والمواد المُخزّنة، مثل خنفساء البطاطا وخنفساء سوسة القطن الأمريكية وخنفساء الدقيق (triblium). وبعضها الآخر يعد مفيداً كالخنافس الأرضية وخنافس أبي العيد إذ أنها تتغذى على الحشرات واليرقات والهوام الضارة، وهي بذلك تؤدي دوراً مهماً في المقاومة البيولوجية.

## وصف عام
ذوات الجناح الغمدي (coleoptera) تسمية أطلقها في الأصل، الفيلسوف اليوناني أرسطو وهي تسمية مركبة، تعني أجنحة محمية بغطاء، وهي تصف رتبة من الحشرات، يعتقد بأنها ذات سلف مشترك أحادي العرق وتجمعها خاصية، التطور كامل. الخنافس لها أحجام متفاوتة، تتراوح بين ،0.3 مم إلى 14 مم، وهذا لا يشمل الخنافس الاستوائية، أو خنفساء جالوت، التي تعتبر حشرة ضخمةٍ. يحمل رأس الخنفساء قرن استشعار تستخدمه بشكل أساسي، في الشم، سيما في أوقات التزاوج، بالإضافة إلى تحسس البيئة المحيطة، ولها زوج من الأعين، كل عين مفصلة، على شكل عوينات صغيرة مركبة، فمها كلابي الشكل، فكّها العلوي أكبر من السفلي مناسب لقضم الطعام. الخنافس متشابهة في المبنى التشريحي، وإن كان بها أعضاء وزوائد، تختلف في المظهر والوظيفة، ومثل الكثير من الحشرات جسمها، مقسم لثلاثة أقسام، القسم الأمامي (prothorax)، قابل للحركة، أما القسمان الأوسط والخلفي، فهي متصلة بدون قابلية للحركة، القسم الأوسط يحمل غطاء الأجنحة القشري، والقسم الخلفي يحمل أجنحة غشائية شفافة، عند الطيران يرتفع الجنيحان القشريان، فتتحرر أجنحة الطيران الغشائية للخارج، لتتمكن الحشرة من الطيران، وعند الهبوط تطوي أجنحة طيرانها تحت الجنيحان القشريان، وتغلق أجنحتها الغمدية عليهما، بعض أنواع الخنافس مثل الخنافس من عائلة Carabidae شذّت عن هذه القاعدة، فإما إنها بدون أجنحة، أو أن جنيحاتها القشرية التصقت ولم تعد قادرة على الطيران. الخنفساء لها بطن على هيئة درع صدري له عدة حلقات من الأسفل وصولا لفتحة عضو التناسل أرجلها الستة مفصلية وترتبط بالخنفساء من الصدر من خلال تجاويف تسمح لها بحرية الحركة.

## التطور

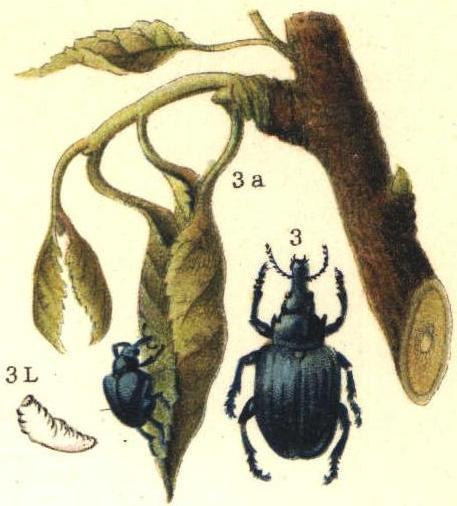
مراحل حياة الخنفساء

تتكاثر الخنافس بتطور كامل وتضع الأنثى الواحدة عشرات أو مئات أو آلاف البيوض خلال حياتها، وفي كل مرة، تحرص الخنفساء على وضع بيضها في المكان المناسب الذي يوفر لليرقة الغذاء عند التفقّع من البيض، ومثال على ذلك خنفساء الطحين وخنفساء البطاطا والخنفساء كيرقة، تتناول القسم الأكبر من الغذاء خلال دورة حياة الخنفساء إذ تميل اليرقات للأكل بشراهة عند تفقع البيوض وخروجها، بعضها تتغذى خارجيا على أوراق النبات، والبعض الآخر تتغذى على مصادر الغذاء من بطن التربة، أو داخل النبات كذلك تتغذى اليرقات في بعض الأنواع على الافتراس كما تفعل الحشرة البالغة، فترة استمرار الخنفساء في طور اليرقة يختلف من نوع لآخر، إذ تتراوح بين فترات قصيرة وفترات طويلة، قد تبلغ سنوات في بعض الأنواع. يرقات الخنافس تختلف عن بقية يرقات الحشرات في مظهرها الصلب ورأسها القاتم، مع وجود حواف للمضغ في الفم وفتحات تنفس على طول الجسم، وكما يختلف البالغون في المظهر، تختلف اليرقات عن بعضها البعض، سيما بين عائلات الخنافس والبعض من عائلات الخنافس يكون ليرقاتها أطراف دقيقة تبدو كالأرجل، إلا أنها لا تستخدمها، والبعض من أنواع الخنافس تحتاج يرقاتها لعائل تلتصق به وتعيش معه، مثل خنفساء السوس والخنافس من عائلة meloidea. تدخل اليرقة في طور التعذر (عذراء) داخل ورقة أو شجرة معيلة، أو دحية تحت الأرض وفي بعض العائلات تفرز مادة تتشرنق داخلها، تستمر فترة التعذر أسبوعين أو أكثر ومن ثم تخرج كحشرة كاملة.

## التزاوج والسلوك

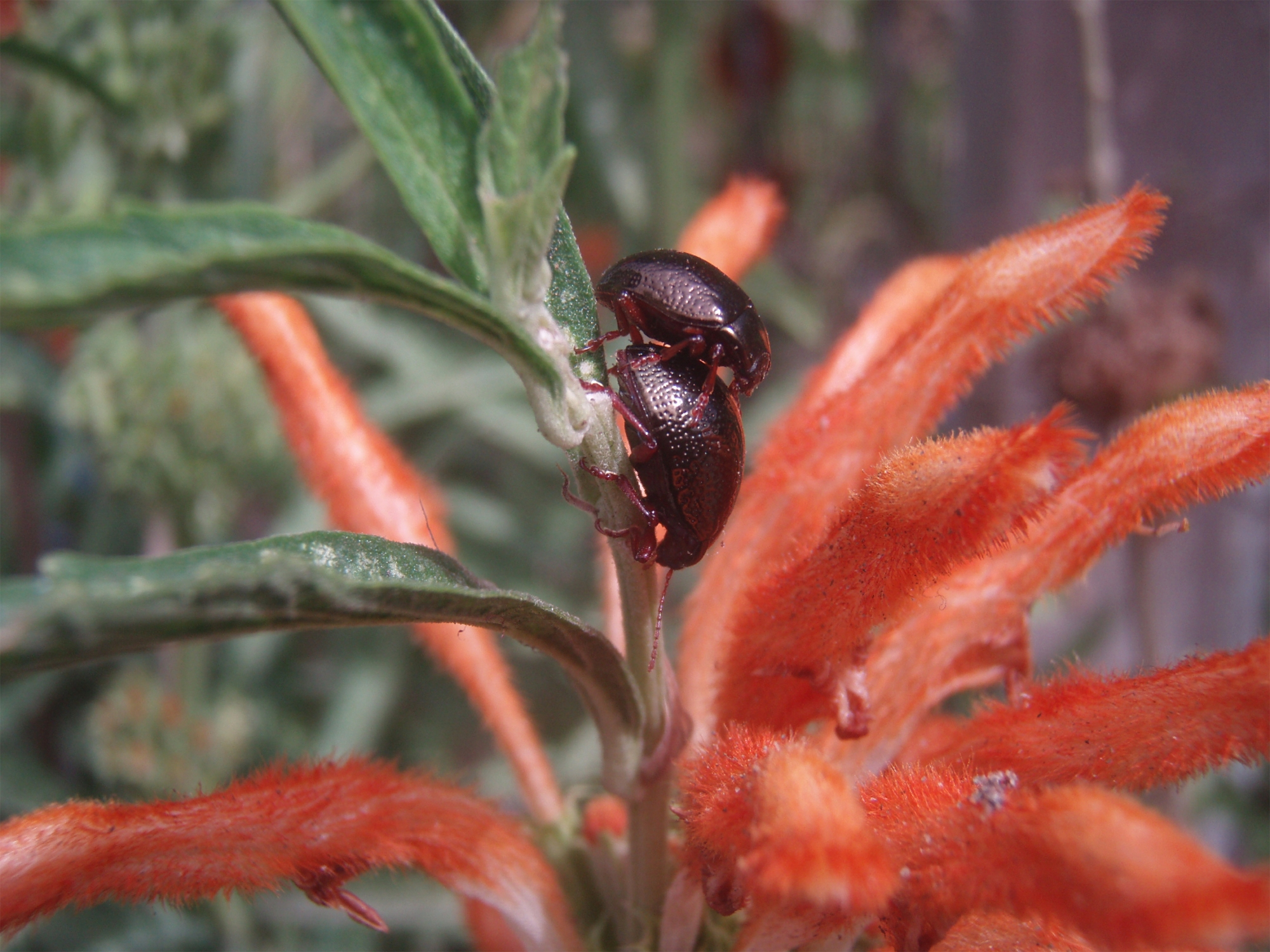
خنفساء الأوراق لقاء تزاوج

تظهر الخنافس أثناء التزاوج، سلوكاً بالغ التعقيد، إذ تعتبر الرائحة جزءاً مهماً في عملية التزاوج، وفي بعض الأنواع مثل فصيلة nicrophorus حيث تتصارع الإناث، ويغادر المغلوبون تباعا، ولا يبقى إلا الخنفساء القوي، لضمان التناسل مع الأقوى، كما تقوم بعض الذكور أحيانا، بتحديد منطقة نفوذ صغيرة، وتقوم بالدفاع عنها بشراسة، ضد الذكور من المتطفلين، إذ تتواجد على رأس بعض الذكور، قرون وحواف حادة، مما يعطيها هيئة أكبر من الإناث، علما بأن بعض أنواع الخنافس تعتبر من أضخم أنواع الحشرات.
غالباً ما تكون فترة التزاوج قصيرة، لكن في بعض الأنواع تستمر عملية التسافد لساعات، تنتقل خلالها الحيوانات المنوية، إلى الإناث، ومن ثم يخصب البيض ويتم وضعه، وتختلف في ذلك الخنافس تبعا للنوع، فبعضها تقوم بوضعه في إطار ورقة نبات، والبعض الأنواع تقوم ببناء طوية خيطية على ورقة نبات، ومن ثم تضع فيها البيوض، وتكون بذلك محمية أكثر، ومنها ما يحفر دحية تحت السماد أو بالقرب من الروث، كالجعل الذي يضع بيوضه في البراز، ثم يقوم بتكويره على شكل كرة صغيرة ومن ثم يقوم بدحرجتها، بأرجله الخلفية إلى جحره، وبذلك يضمن الغذاء ليرقاته عند تفقع بيوضها.

## وسائل الدفاع الطبيعية
تمتلك الخنافس ويرقاتها، العديد من الاستراتيجيات، لتجنب أن تصبح فريسة من قبل أعدائها الطبيعيين، وبعض الطفيليات، وهي إستراتيجيات تشمل التمويه والتقليد والسمية والهرب أو الدفاع، عملية التمويه لديها، مرتبطة باستخدام الألوان، والتماثل مع البيئة، وهي الطريقة الأكثر شيوعا، المستخدمة من قبل بعض الحشرات، ومنها عائلات الخنافس، سيما التي تتغذى منها على الغطاء النباتي والخشب، مثل خنافس الأوراق والخشب، فيصعب على العين ملاحظتها، فتبدو كقطعة خشب مهملة، أو كجزء من شجرة.

## التغذية
رغم تنوع ووفرة الطعام، الخنافس قادرة على استغلال مصادر واسعة ومتنوعة من الطعام المناسب لمحيطها، التي تتواجد فيه، وبعضها تتغذى بشكل عام على النبات والحيوان، وأخرى متخصصة في أكل طعام معين، والعديد من أنواع الخنافس، تتغذى على الورق، مثل خنافس الأوراق والخنافس طويلات القرون، وخنافس السوس تتغذى على نوع واحد من النبات، الخنفساء الرواغة والخنافس الأرضية من عائلة staphylinidae هي في الأساس، من المفترسات، وهي تلتقط وتستهلك العديد من الهوام المفصلية، والضحايا صغيرة الحجم، مثل دود الأرض والحلزونات في حين أن معظم الخنافس المفترسة، هي غير متخصصة في افتراس كائنات بعينها، وقلة منها هي التي تستهلك وتفضّل ضحايا معينة، كذلك بعض الأنواع من عائلة coprophaous تتغذى على المواد الأولية المتحللة أو المتعفنة مثل الروث.

## التَكيُف مَعَ المُحيط

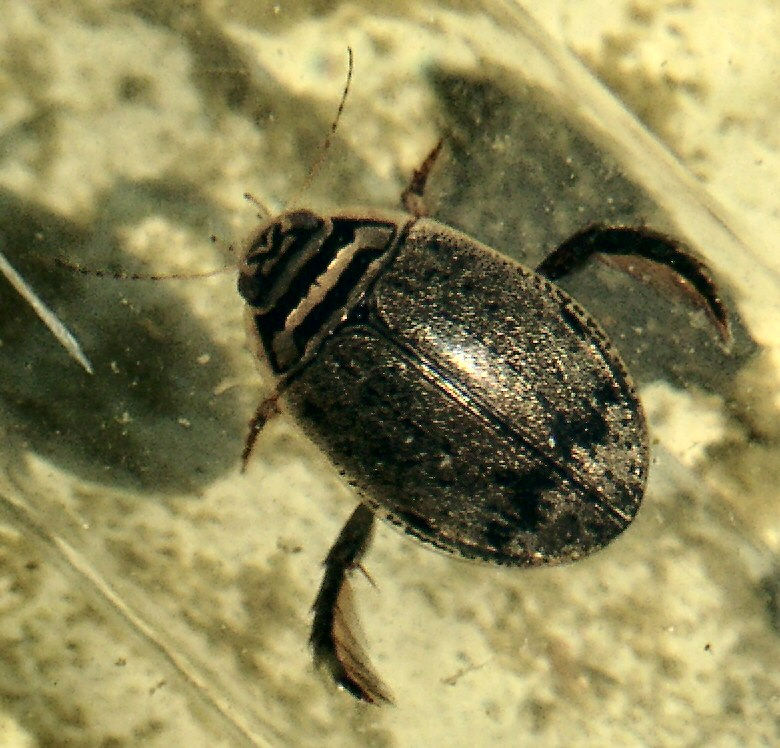
Acilius sulcatus, خنفساء مائية أرجلها الخلفية متكيفة للغطس في الماء

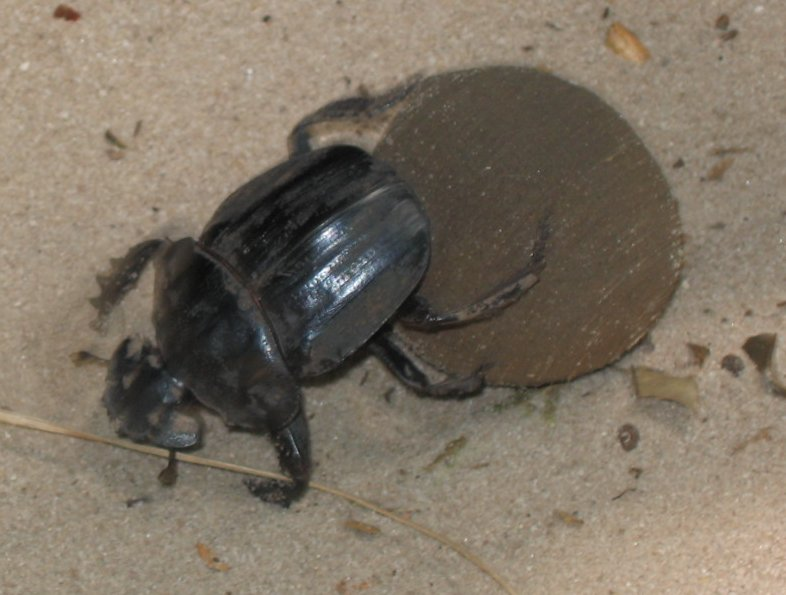
خنفسة الجعران أو خنفساء الروث

الخنافس تتكيف مع بيئتها بطرق كثيرة تتناسب مع المحيط الذي تعيش فيه، فجسمها عموما له غطاء قشري، قاسي، من الكيتين، أملس في بعضها، وقشري ذو نتوءات حادة، في بعضها الآخر، وهذه البنية القشرية، تحميها من الحرارة، ومن أعداءها، ويجعلها تتلاءم مع أي بيئة على الأرض حتى في أشد الصحاري جفافا، كذلك أرجلها لها زوائد شعرية ونتوءات تساعدها على التشبُّث، ومع هذه الخواص العامة، هناك عائلات من الخنافس، لها قدرات خاصة ومحددة للتكيف مع بيئتها، فخنافس الماء من عائلة Dytiscidae أرجلها تحوّرت بشكل يلائم العيش بالقرب من المياه، وتستطيع تخزين الهواء بين البطن والجنيحات لتتنفسه حين الغطس، والخنافس من عائلة Hydrophilidae لها شعيرات تبقي طبقة من الهواء تحت جسمها عندما تغوص في الماء، في حين تستطيع الخنفساء الدوارة (whirligig beetles) العوم والسير على الماء كما تقوم بصنع فقاعة هواء بقرونها لتتنفس منها حين الغطس، وخنفساء الجعل قد استطالت سيقانها الخلفية لتستخدمهما في دحرجة كرة البراز.

## تاريخ احفوري وتصنيفات
يعتقد بعض العلماء، أن الخنفساء الحديثة، بدأت قبل 140 مليون عام، لكن البحوث الحديثة التي جرت عام 2007 أظهرت تاريخ إحاثي، يرجع إلى العصر البرمي في حقبة الباليوزوي أي حوالي 265 إلى 300 مليون سنة.
الأربعة الموجودة ما دون رتبة الخنافس هيَّ:
- خنافس متعددة الغذاء (polyphaga) هي أكبر رتيبة، وتضم 300000 نوعاً موصوفاً يعد 170 عائلة من بينها عائلة الخنافس الرواغة والجعليات أو الجعارين والخنافس الأيائلية والخنفساء المحرقة.[16]
- خنافس مفترسة (adephaga) تضم حوالي عشر عائلات، معظمها خنافس مفترسة، وتشمل الخنافس الأرضية والخنافس المائية والخنافس الدوارة.
- أركوستيماتا (archostemata) تضم أربع عائلات وهي في الغالب آكلة خشب، وتشمل الخنافس الشبكية وخنافس أعمدة التلفون في أمريكا.
- ميكسوفاجا (myxophaga) تضم مئة نوع، تنحدر من أربع عائلات وهي في الغالب خنافس صغيرة جدا وتشمل Hydroscaphidae

## الخنافس كآفة زراعية

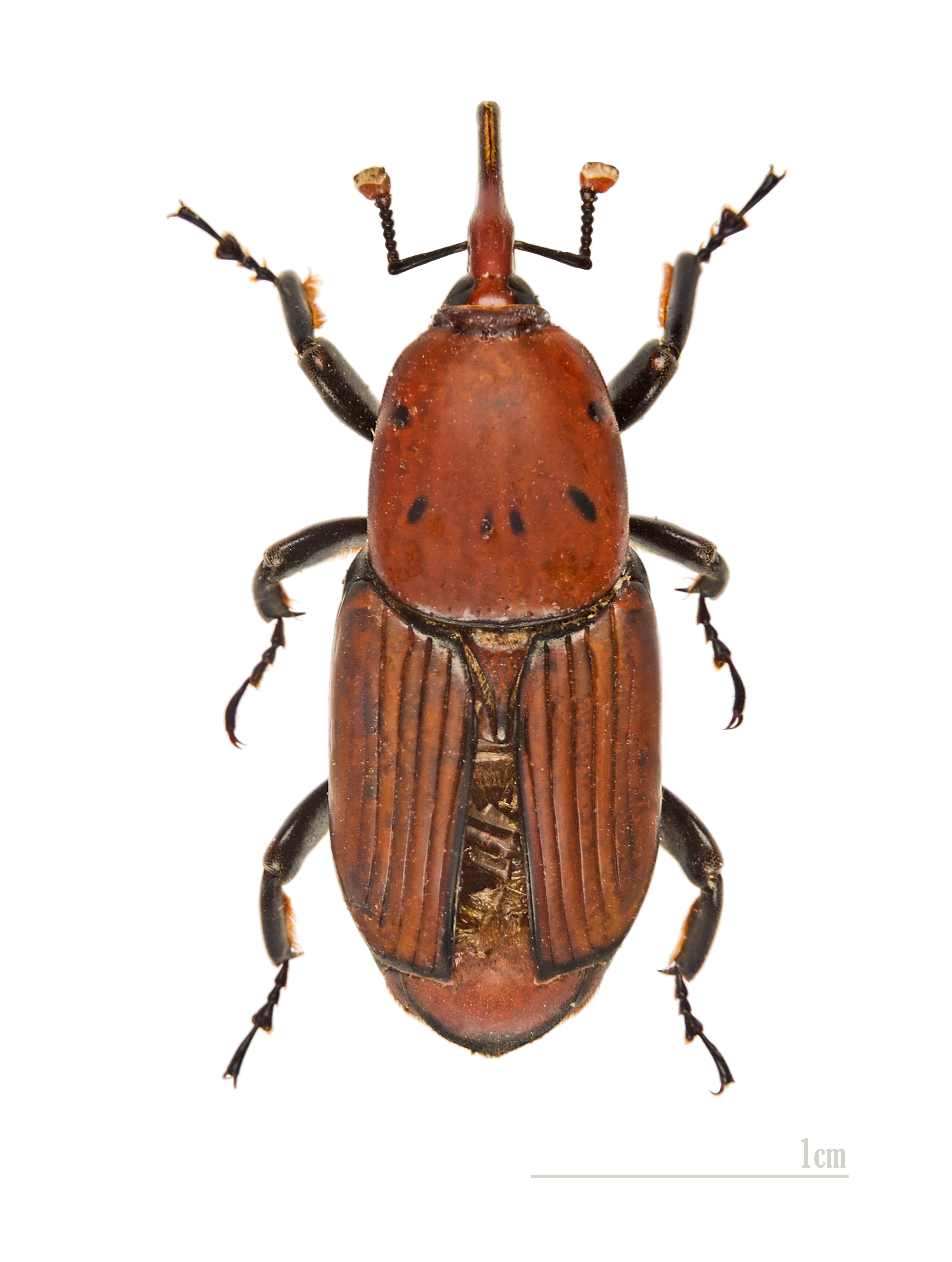
سوسة النخيل الحمراء

تعتبر بعض الأنواع من الخنافس، آفات زراعية تلحق الأذى بالنبات وبالمحصول على حد سواء،
سيما طور اليرقة، ف خنفساء سوسة القطن الأمريكية، تلتهم براعم القطن والزهور، محدثة أضرار فادحة على الصعيد الزراعي والصناعي، وخنفساء البطاطا، تلتهم براعم وأوراق البطاطا، وسوسة النخيل الحمراء تعيش في جذع شجرة النخيل وتتخذها مسكنا ومعيل، فتضع بيوضها التي سرعان ما تفقس، وتبدأ في التحرك داخل لب النخلة محدثة فيه جحور كثيرة، قد تؤدي لهلاك النخلة، وخنفساء خلايا النحل ذات الاسم العلمي: aethina tumida التي تستوطن في الخلية، وتفسد العسل وتسبب هرب النحل، وكذا خنفساء القمح وخنفساء الأرز، التي هي أيضا تحدث أضرار زراعية إذا لم تقاوم كما يجب. مع ذلك يجب التذكر، أن بعض الأنواع من الخنافس، تؤدي دور مهم في الحياة النباتية، مثل نقل حبوب اللقاح وافتراس بعض الهوام الضارة بالمزروعات، كما تفعل الدعسوقة التي تتغذي على المن بل ويقوم بعضها بتسميد الأرض كما يفعل الجعل عندما يدس كرات الروث، تحت سطح الأرض.

## الخنفساء في الموروث الثقافي والحضاري

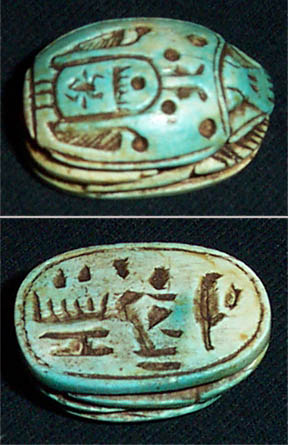
تميمة فرعونية تعود ل550 سنة قبل الميلاد على شكل خنفساء الجعل

على الرغم من نفور الكثيرين من حشرة الخنفساء بما تثيره في نفوسهم من اشمئزاز وتقزز، مثل جعل الروث، والخنفساء الأسود، أو الجعران، الذي كثيرا ما يلاحظ وهو يدرج داخل المنازل، إلا أن الكثير من أنواعها، تعتبر لدى البعض جميلة، سيما بألوانها القزحية اللامعة، ونقاطها متعددة الألوان، لذلك ليس غريبا أن يقوم البعض، في الغرب والشرق، بجمع هذه الحشرات كهواية، وليس غريبا أن يصنع مهندسي السيارات سيارة انسيابة تشبه الخنفساء وفي الحضارات القديمة اعتبرت في مصر القديمة مقدسة، بل وتفائلوا بوجودها في منازلهم، ولا عجب في ذلك إذ وجدت الكثير من المنحوتات على هيئة خنفس، وكذا كثير من النقوش والرسوم .

## أصنوفات
التصنيفات الأدنى لهذا الكائن:
- كود سباركل
- تحديث القائمة

رتيبة:أركوستيماتا 
اسم علمي: Archostemata

رتيبة:خنافس مفترسة 
اسم علمي: Adephaga

رتيبة:خنافس نهمة 
اسم علمي: Polyphaga

رتيبة:ميكسوفاجا 
اسم علمي: Myxophaga

فصيلة:Aclopidae 
اسم علمي: Aclopidae

جنس:Adiphlebia 
اسم علمي: Adiphlebia

فصيلة:Aphodiidae 
اسم علمي: Aphodiidae

جنس:Avocatinus 
اسم علمي: Avocatinus

فصيلة:Boleopsidae 
اسم علمي: Boleopsidae

فصيلة:Bruchidae 
اسم علمي: Bruchidae

فصيلة عليا:Cantharoidea 
اسم علمي: Cantharoidea

فصيلة:Cebrionidae 
اسم علمي: Cebrionidae

جنس:Coleopteron 
اسم علمي: Coleopteron

فصيلة:Curculiopsidae 
اسم علمي: Curculiopsidae

فصيلة:Cybocephalidae 
اسم علمي: Cybocephalidae

فصيلة عليا:Dytiscoidea 
اسم علمي: Dytiscoidea

فصيلة:Georissidae 
اسم علمي: Georissidae

جنس:Grahamelytron 
اسم علمي: Grahamelytron

فصيلة:Ipidae 
اسم علمي: Ipidae

فصيلة:Ischaliidae 
اسم علمي: Ischaliidae

جنس:Kibunea 
اسم علمي: Kibunea

فصيلة:Malachiidae 
اسم علمي: Malachiidae

فصيلة:Malacodermidae 
اسم علمي: Malacodermidae

فصيلة:Melolonthidae 
اسم علمي: Melolonthidae

فصيلة:Monommatidae 
اسم علمي: Monommatidae

جنس:Neoctodon 
اسم علمي: Neoctodon

جنس:Permocoleus 
اسم علمي: Permocoleus

جنس:Pharotarsus 
اسم علمي: Pharotarsus

فصيلة:Platypodidae 
اسم علمي: Platypodidae

رتيبة:Protocoleoptera 
اسم علمي: Protocoleoptera

تحت رتبة:Rhynchophora 
اسم علمي: Rhynchophora

جنس:Riedeliops 
اسم علمي: Riedeliops

فصيلة:Scolytidae 
اسم علمي: Scolytidae

فصيلة:Sikhotealiniidae 
اسم علمي: Sikhotealiniidae

فصيلة:Sojanocoleidae 
اسم علمي: Sojanocoleidae

جنس:Xenogyrinus 
اسم علمي: Xenogyrinus

## اقرأ أيضا
- زيزان دورية